# Bedford Vehicles
La Bedford è stata una casa automobilistica inglese filiale del gruppo Vauxhall (a sua volta società controllata al 100% dalla General Motors) e specializzata nella produzione di veicoli commerciali, autocarri e autobus.

## Storia

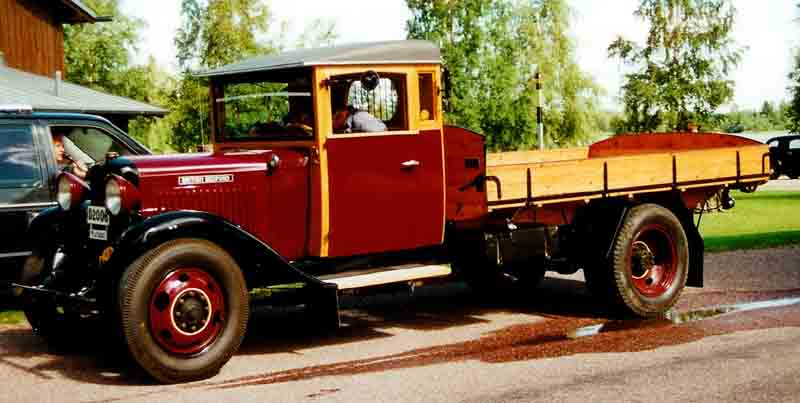
Autocarro Bedford del 1933

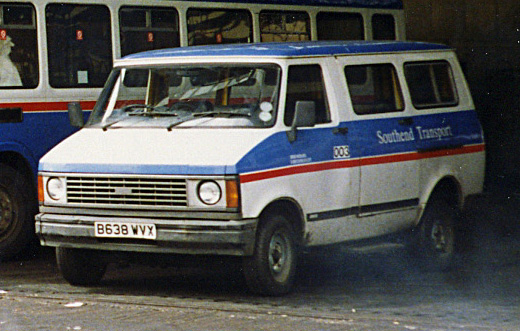
Un Bedford CF serie 2 del 1985

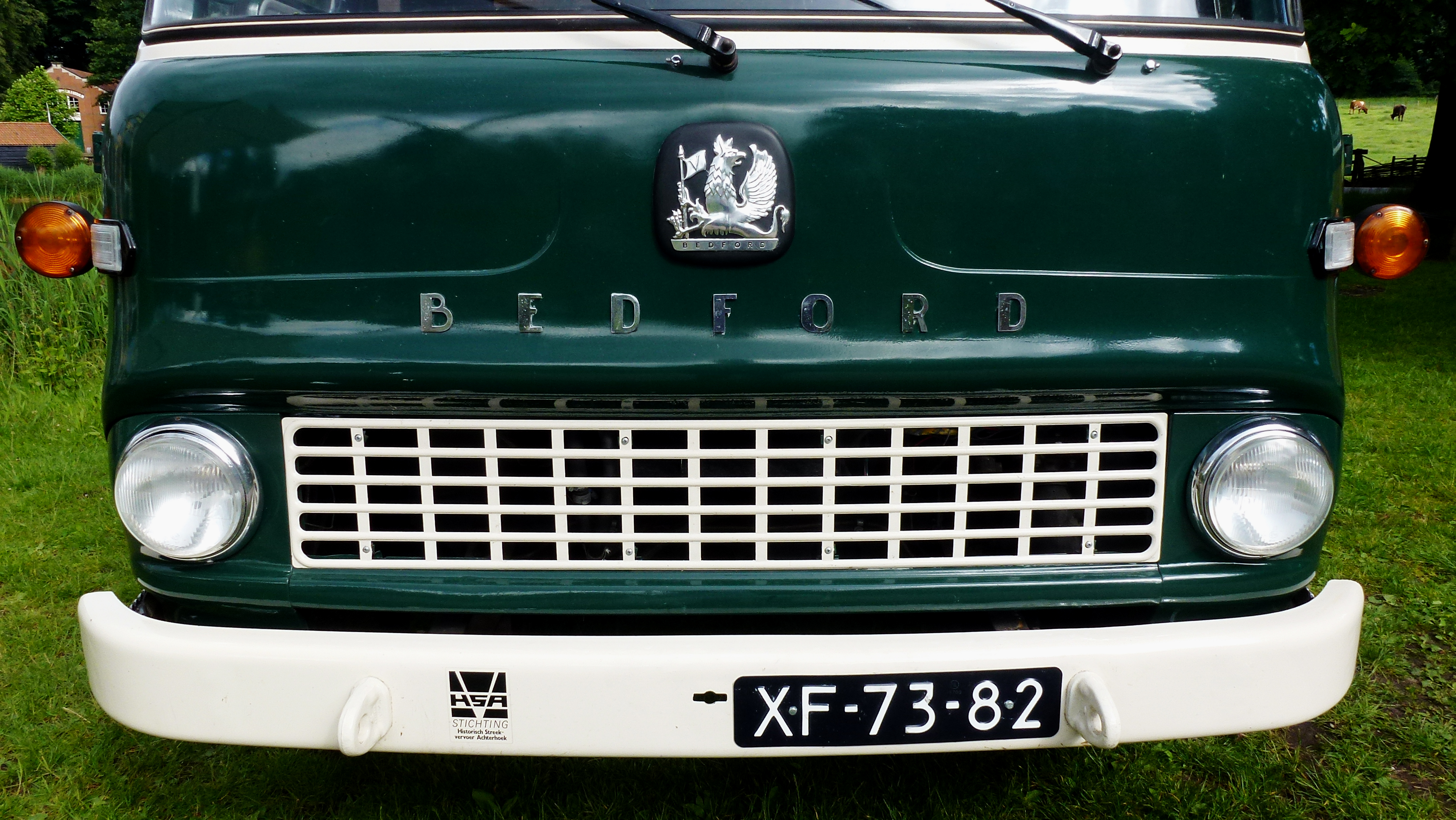
Bedford TK del 1967

La produzione cominciò nel 1931 assemblando veicoli industriali su base meccanica di origine Chevrolet.
Durante la seconda guerra mondiale, la società produsse in modo massiccio materiale bellico per la causa britannica, costruendo 250.000 autocarri MWD e 5.640 carri armati Mk IV Churchill. Vennero anche prodotte versioni particolari derivate da veicoli di serie come l'OXA e il QL.
Dopo la guerra la società tornò alla produzione civile, mantenendo peraltro contratti di approvvigionamento con l'esercito per diversi decenni. Nel periodo di maggiore espansione vennero anche aperti nuovi stabilimenti per la produzione di veicoli pesanti a Dunstable, mentre la fabbricazione dei veicoli leggeri rimase a Luton.
Tra i modelli del dopoguerra che si distinsero sul mercato vi furono i Bedford CA e CF, furgoni coevi e in diretta concorrenza con i Ford Transit, Volkswagen Transporter, Fiat 238 e 241. Tra i veicoli di maggior portata si distingueva il Bedford TM (disponibile anche nella versione modificata per usi militari TM Militare), anche per l'inconsueta caratteristica di essere dotato di un motore Diesel a due tempi.
Dal 1961 al 1968, la General Motors Argentina ha fabbricato camion e autobus con il marchio Bedford (sulla base di un camion) in una fabbrica a San Martín, Buenos Aires.
In parte la crisi mondiale degli anni settanta e in parte l'affidamento delle forniture militari britanniche alla British Leyland portarono al ridimensionamento della produzione fino a giungere alla scomparsa del marchio, avvenuta entro la fine degli anni novanta.
Le catene di montaggio dove venivano assemblati i veicoli leggeri erano intanto state destinate dapprima alla produzione dei veicoli costruiti da GM in collaborazione con Isuzu ed in seguito a quelli per conto delle altre società del gruppo, come ad esempio la Opel Frontera o il veicolo commerciale leggero Renault Trafic prodotto su una piattaforma comune tra Renault e GM e commercializzato sotto vari marchi.
D'altra parte, la fabbrica di Dunstable era stata acquistata dall'imprenditore David J.B Brown nel 1986 ed era stata rinominata "AWD Trucks". Con questo, AWD ha continuato a produrre il resto della gamma di autocarri medi/pesanti di Bedford. Prima dell'acquisto di Bedford, David Brown era un imprenditore che nel 1973 fondò la "DJB Engineering Ltd" e produceva dumper articolati e veicoli da costruzione/movimento terra, con l'aiuto dell'americana Caterpillar che forniva la maggior parte dei componenti. Brown nel corso degli anni trovò un discreto successo nel settore, ma poi decise di concentrarsi maggiormente su camion "più piccoli" prodotti in serie, così nel 1984 vendette una parte significativa delle sue azioni in DJB, ad eccezione di una controllata, "Multidrive Vehicles", a Caterpillar. Alla fine, nel 1995, Caterpillar acquisì tutta la DJB.
Attraverso il Multidrive, ancora autonomo, Brown ha prodotto alcuni camion 8x6 basati sui camion Bedford, con l'intenzione di avviare la produzione di questi veicoli nel 1990 con l'esercito e i cantieri edili come mercato principale. Anche se inizialmente ebbe un successo parziale e molti veicoli furono utilizzati dagli inglesi nella Guerra del Golfo e poi nella Guerra del Kosovo, non incontrò molte altre proposte di acquisto e la produzione cessò nel 1992.
Tuttavia, le vendite non furono molto buone e nel 1992 AWD Trucks fu venduta al Marshall Group, che ribattezzò la società "Marshall SPV" e trasferì tutta la produzione nei loro stabilimenti a Cambridge. La produzione di questi camion Bedford terminò nel 1998.